# Lope Recio Loynaz
Lope Recio Loynaz (Provincia de Camagüey, Cuba, 23 de agosto de 1860 - Provincia de Camagüey, 24 de julio de 1927) fue un militar y político cubano.

## Inicios
Desde temprana edad laboró en pos de la independencia cubana, fue uno de los cubanos alzados en las "Guásimas de Montalbán", en Santa Cruz del Sur junto a Salvador Cisneros Betancourt, el 5 de junio de 1895. Al siguiente día se unió a las fuerzas del Mayor General Máximo Gómez Báez, recién llegado a la provincia. 
Combatió en Altagracia, Congreso, y San Jerónimo. Por orden de Gómez organizó el Regimiento de caballería Agramonte. También cumpliendo órdenes de éste, el 6 de septiembre de 1895 partió hacia Las Villas para conducir a Camagüey parte del material de guerra de la expedición del vapor "James Woodal" el 24 de julio de ese mismo año. Seis días después estuvo de regreso con la misión cumplida.

## Político y militar
Asistió a la Asamblea de Jimaguayú en calidad de delegado. El 5 de noviembre acompañó a la columna invasora a su paso por el Camagüey, bajo el mando de Antonio Maceo. Combatió en Soledad, Guaramanao, El Lavado y en La Trocha de Júcaro. Bajo las órdenes del mayor General Mayía Rodríguez participó en los combates de México y La Zanja, y bajo las de Manuel Suárez Delgado en los de Najasa y Guariaito.

## EnOriente
El 24 de mayo de 1896 se trasladó hacia Oriente al frente de tropas camagüeyanas para operar en las regiones de Holguín y Gibara, bajo las órdenes de Calixto García. De regreso a Camagüey fue nombrado Jefe de la 1.ª. División del 3.er. Cuerpo el 29 de junio de 1896. En octubre de este mismo año volvió a combatir junto a Gómez en El Desmayo y Lugones.
En marzo de 1897, antes de participar en la Asamblea de La Yaya combatió en Porcayo. Luego le designaron interinamente Jefe del 3.er. Cuerpo y luego en propiedad. En junio de 1898 asistió a la concentración de fuerzas a la que había convocado Calixto García para llevar a cabo la Campaña de Santiago de Cuba, correspondiéndole desplegarse en Las Tunas. En agosto de este año volvió a su natal Camagüey donde libró la última acción en la zona, en Urabo.

## Nombramientos y cargos
| Ascensos y Cargos    | Ascensos y Cargos                       |
| -------------------- | --------------------------------------- |
| Coronel:             | Jefe del Estado Mayor del 3.er Cuerpo   |
| General de Brigada:  | Jefe de la 1.ª División del 3.er Cuerpo |
| General de División: | Jefe del 3.er Cuerpo                    |

## Últimos años y muerte
Se licenció el 30 de noviembre de este año. En enero de 1899 ocupó el cargo de administrador de comunicaciones en Camagüey. Dos meses después, la intervención lo nombró gobernador provincial. Murió en Camagüey el 24 de julio de 1927, a los 66 años de edad.
En honor a éste insigne patriota en el municipio de Florida, en Camagüey, Cuba, se ha reconstruido una escuela Secundaria Básica con su nombre.